# Rodbina Nassau-Dillenburg
Rodbina Nassau-Dillenburg je grofovska rodbina, podveja nemške rodbine Nassau.

## Delitve rodbine Nassau
Posest rodbine je možno slediti od 11. stoletja naprej. Od leta 1160 se imenuje po gradu Nassau, zgrajenem leta 1125 na vzpetini ob reki Lahn. Grofija Nassau je nastala s premišljeno politiko dedovanja ob podpori Staufovcev na ozemlju vzhodno od Rena med desnima pritokoma Main in Sieg. Reka Lahn deli ozemlje približno na polovici, na pogorje Taunus na jugu in na Westwad na severu.
Prvi, ki se mu pripisuje grofovski naslov, je bil grof Walram I. Nassavski (†1198). Njegova vnuka sta si leta 1255 posest razdelila: Oton I. (†1289/90) je dobil ozemlja severno od reke Lahn z mesti Siegen in Dillenburg, Walram II. (†okrog 1276) pa južna ozemlja z mesti Wiesbaden, Idstein in Weilburg.
Walramov sin Adlolf Nassavski je postal v letih 1292-98 nemški kralj. Iz walramske veje so v 14. in 15. stoletju izšli štirje nadškofi Mainza. Po vrsti sprememb in zamenjav, so bile walramske posest leta 1806 združene v vojvodini Nassau. Vojvoda Adolf Nassavski (*1817, †1905) je leta 1866 vojvodino izgubil, ko se je v vojni med Prusijo in Avstrijo postavil na stran Avstrije, ki je bila v vojni poražena. Vojvodina je postala del pruske province Hessen-Nassau.
V ottonski veji je prišlo leta 1303 do delitve na veje Nassau-Hadamar, Nassau-Siegen und Nassau-Dillenburg.

## Rodbina Nassau-Dillenburg
Leta 1343 se je od rodbine Nassau-Dillenburg odcepila veja Nassau-Beilstein.
Rodbina Nassau-Dillenburg je zelo povečala svoja posestva v času, ko ji je načeloval Ivan I. (1350-1416). Leta 1386 je s poroko sina Adolfa (†1420) z Jutto von Diez pridobil polovico grofije Diez (moral je priznati vazalstvo škofu iz Triera). Leta 1394 je po dolgotrajnem pravdanju pridobil posest veje Nassau-Hadamar. Dolgoročno je bila najpomembnejša poroka Ivanovega sina Engelberta I. (†1442) z Ivano, dedinjo grofije Polanen. S tem je rodbina pridobila pomembna posestva na področju današnje Nizozemske, med njimi gospostva Polanen, Leck in Breda. Leta 1420 ji je pripadla še grofija Vianden v današnjem Luksemburgu.
V času Engelbertovega sina Ivana IV. (gospodaril 1442-75), ki je služil burgundskim vladarjem Filipu Dobremu in Karlu Drznemu, so postajale nizozemske posesti rodbine (levo od Rena, levo-renske) vse pomembnejše. Zapustil jih je sinu Engelbertu II. (1475-1504), medtem ko je matične nemške (desno-renske) posesti dobil njegov drugi sin Ivan V. (1475-1516). Vendar je levo-renska veja v naslednjih desetletjih še dvakrat ostala brez dedičev in je nizozemska posest vsakič prešla nazaj v roke desno-renskih dedičev.
Prvič je bilo to leta 1504, ko je Engelbert II. umrl brez naslednika in je levo-rensko imetje podedoval prvi sin Ivana V., Henrik III. (1504-38). Njegov brat Viljem, ki je dobil vzdevek Bogati (1516-59), je po očetovi smrti nasledil desno-renske posesti. Njegova dežela je tedaj sprejela reformirano vero v obliki luteranstva.
Henrik III. se je poročil s francosko princeso Claudio de Chalon, ki je po smrti svojega brata (1530) podedovala kneževino Orange v južni Franciji in knežji naslov. Njun sin René de Chalon je leta 1544 v boju padel; ker ni zapustil potomcev, je dediščino že drugič dobila desno-renska rodbina, to pot prvi sin Viljema Bogatega Viljem I. Oranski, ki velja za začetnika rodbine Orange-Nassau.
Drugi sin Viljema Bogatega, Ivan VI. (1559-1606), je po očetovi smrti prevzel desno-renske posesti. Leta 1561 mu je pripadla tudi posest veje Nassau-Beilstein.
V času Ivana VI. je grofija dosegla gospodarski vzpon in višek političnega pomena. Ivan je v letih 1672-4 iz luterantstva prestopil v kalvinizem. Leta 1584 je ustanovil visoko šolo v Herbornu, ki je postala duhovni center kalvinizma. Bil je nesporni vodja teritorialno-obrambnega združenja grofov okrožja Wetterau. Iz svoje dežele je naredil vzorčno državo. Dobro gospodarjenje mu je omogočilo, da je od leta 1566 finančno podpiral svojega brata Viljema v vojni za neodvisnost Nizozemske od Španije. Med letoma 1577 in 1580 je vršil tudi službo državnega namestnika (stadhouderja) v nizozemski provinci Gelderland in je imel znatne zasluge za ustanovitev utrechtske zveze leta 1579. 
Po Ivanovi smrti je prišlo do delitve grofije v pet grofij: Nassau-Dillenburg, Nassau-Hadamar, Nassau-Beilstein, Nassau-Siegen in Nassau-Diez. Delitev jih je prizadela, kakor tudi verska nasprotja v tridesetletni vojni. V letih 1650-64 so si otonske veje pridobile posamezni (virilni) glas v državnem zboru Svetega rimskega cesarstva.

## Ponovna združitev otonskih vej rodbine Nassau
Leta 1702 je brez potomcev umrl Viljem III. Oranski. Direktno nasledstvo rodbine Oranski-Nassau je bilo prekinjeno in z utrechtskim mirom leta 1713 so bila lastništva urejena na novo. Kneževina Orange je bila vrnjena Franciji, ostala posestva rodbine Oranski-Nassau pa je dobil grof Ivan Viljem Friso iz otonske veje Nassau-Diez. Lahko je obdržal naslov oranski knez. Leta 1739 je njegovemu sinu pripadla tudi posest rodbine Nassau-Dillenburg in do leta 1743 je združil vse otonske posesti. Od leta 1747 so bili oranski knezi dedni stadhouderji Republike Nizozemske. Celotno ozemlje so upravljali iz Haaga. Matična nemška posestva je upravljal nemški kabinet v Dillenburgu.
Frisov pravnuk Viljem VI. Oranski je v napoleonskih vojnah izgubil matična nemška posestva rodbine. V zameno mu je dunajski kongres (1815) dodelil véliko vojvodstvo Luksemburg. Postal je tudi nizozemski kralj Viljem I. Njegovi nasledniki so še vedno kralji Nizozemske in poleg kraljevega naslova uporabljajo tudi naslov knez oranski.
Ko je kralj Viljem III. leta 1890 umrl brez moškega potomca, je njegova hči Vilhelmina lahko postala nizozemska kraljica, ni pa smela podedovati vélike vojvodine Luksemburg, ki jo je po salijskem zakonu nasledil vojvoda Adolf Nassavski iz walraminske veje rodbine Nassau.